# Волынское епархиальное женское училище
Волынское епархиальное женское училище — среднее учебное заведение Волынской епархии для девочек из духовного сословия.
Училище было основано в 1881 году епископом Острожским Виталием (Гречулевичем), викарием Волынской епархии. Располагалось в городе Кременце
и, в честь основавшего училище епископа, называлось чаще Волынским Виталиевским епархиальным женским училищем.
С 1902 года училище занимало сооружения бывшей иезуитской коллегии, освободившиеся в результате переезда духовной семинарии из Кременца в Житомир.
Учебная программа была рассчитана на шесть лет, а в начале XX века в училище был открыт седьмой класс, который имел педагогическую направленность. Выпускницы училища получали звание домашних учительниц и учительниц церковных школ.
В 1915 году, поскольку Кременец оказался в прифронтовой полосе, училище прекратило свою деятельность. Позднее была предпринята попытка восстановить его, но поскольку в 1921 году учебные корпуса училища занял Кременецкий лицей, реализовать это намерение не удалось.